# Gieorgij Szyłow
Gieorgij Jewgieniewicz Szyłow, ros. Гео́ргий Евге́ньевич Ши́лов (3 lutego 1917 r., Iwanowo-Wozniesieńsk – 17 stycznia 1975 r., Moskwa) – radziecki matematyk specjalizujący się w analizie funkcjonalnej, w szczególności, w teorii pierścieni unormowanych i funkcji uogólnionych.
Urodził się w Iwanowo-Wozniesieńsku. Po ukończeniu Uniwersytetu Moskiewskiego w 1938 roku, służył w armii podczas II wojny światowej. Uzyskał tytuł doktora nauk matematyczno-fizycznych w 1951 roku, również na UM, i krótko uczył na Uniwersytecie Kijowskim do czasu powrotu na stanowisku profesora w UM w 1954 roku. Tam miał pod nadzorem ponad 40 doktorantów. Szyłow często współpracował z Izraelem Gelfandem nad badaniami, które obejmowały funkcje uogólnione i równania różniczkowe cząstkowe.